# Rochelia disperma
Rochelia disperma là loài thực vật có hoa trong họ Mồ hôi. Loài này được (L. f.) C. Koch miêu tả khoa học đầu tiên năm 1849.